# Vavincourt
Vavincourt – miejscowość i gmina we Francji, w regionie Grand Est, w departamencie Moza.
Według danych na rok 1990 gminę zamieszkiwało 471 osób, a gęstość zaludnienia wynosiła 30 osób/km² (wśród 2335 gmin Lotaryngii Vavincourt plasuje się na 610. miejscu pod względem liczby ludności, natomiast pod względem powierzchni na miejscu 311.).